# Râul Mihalache
Râul Mihalache este un râu din România, afluent al râului Ismar. 